# Poliochera
Genre
Poliochera est un  genre fossile de ricinules de la famille des Poliocheridae.

## Distribution
Les espèces de ce genre ont été découvertes aux États-Unis en Illinois et en Birmanie. Elles datent du Carbonifère et du Crétacé.

## Liste des espèces
Selon The World Spider Catalog (version 18.5, 2018) :
- † Poliochera cretacea Wunderlich, 2012
- † Poliochera gibbsi Selden, 1992
- † Poliochera glabra Petrunkevitch, 1913
- † Poliochera punctulata Scudder, 1884

## Publication originale
- Scudder, 1884 : A contribution to our knowledge of Paleozoic Arachnida. Proceedings of the American Academy of Arts and Science, vol. 20, p. 13-22 (texte intégral) (en).